# Zrcadla/Dlouhá noc
Zrcadla/Dlouhá noc je kompilační album české rockové skupiny Synkopy. Vydáno bylo v roce 2000 vydavatelstvím Sony Music/Bonton s katalogovým číslem 495275. Jedná se o dvojalbum zahrnující poslední dvě studiové desky skupiny, Zrcadla (1986) a Dlouhou noc (1990), které jsou doplněny bonusy, singly a dalšími nahrávkami.

## Seznam skladeb
Hudbu složil(i) Oldřich Veselý, texty napsal(i) Pavel Vrba, pokud není uvedeno jinak.
| Disk 1 (Zrcadla) | Disk 1 (Zrcadla)        | Disk 1 (Zrcadla)  | Disk 1 (Zrcadla)  | Disk 1 (Zrcadla) |
| Pořadí           | Název                   | Hudba             | Text              | Délka            |
| ---------------- | ----------------------- | ----------------- | ----------------- | ---------------- |
| 1.               | Zrcadla                 | Veselý, Makovský  |                   | 2:30             |
| 2.               | Kšíry                   | Makovský          |                   | 2:14             |
| 3.               | Malá dívka s čelenkou   |                   |                   | 3:14             |
| 4.               | Už se perem             | Majtner           |                   | 3:28             |
| 5.               | Láskovej mučedník       | Makovský          |                   | 3:43             |
| 6.               | Blues pro můj den       |                   |                   | 3:44             |
| 7.               | Poznám                  | Makovský, Majtner |                   | 2:45             |
| 8.               | Průměrný                |                   |                   | 3:02             |
| 9.               | Co po tobě zbylo        | Makovský          |                   | 3:08             |
| 10.              | Ztráty a nálezy         |                   |                   | 3:16             |
| 11.              | Ten můj svět se mění    | Majtner           |                   | 3:54             |
| 12.              | Chytal bych v žitě      | Makovský, Majtner |                   | 3:47             |
| 13.              | Hra s pamětí            |                   |                   | 4:00             |
| 14.              | Loutka na setrvačník    |                   | Huvar             | 3:20             |
| 15.              | V příštím století       |                   | Huvar             | 3:33             |
| 16.              | Mladší sestry vzpomínek |                   | Smetanová         | 2:59             |
| 17.              | Válka je vůl            |                   | František Jemelka | 3:10             |

| Disk 2 (Dlouhá noc) | Disk 2 (Dlouhá noc) | Disk 2 (Dlouhá noc) | Disk 2 (Dlouhá noc) |
| Pořadí              | Název               | Text                | Délka               |
| ------------------- | ------------------- | ------------------- | ------------------- |
| 1.                  | Uspávanka           | instrumentální      | 2:33                |
| 2.                  | Dýchám – rostu      |                     | 3:48                |
| 3.                  | Román               |                     | 6:23                |
| 4.                  | Automat „strach“    |                     | 3:54                |
| 5.                  | Dlouhá noc          |                     | 5:36                |
| 6.                  | Afrika              |                     | 4:55                |
| 7.                  | Žena – sen          |                     | 4:24                |
| 8.                  | Jsi sám, když spíš  |                     | 6:33                |
| 9.                  | Nová myšlenka       | Veselý              | 3:09                |
| 10.                 | Vstávej             | Veselý              | 3:05                |
| 11.                 | Blues z kavárny     | Žáček               | 2:27                |
| 12.                 | Žena – sen 2000     |                     | 3:09                |
| 13.                 | Dlouhá noc 2000     |                     | 3:25                |
| 14.                 | Afrika 2000         |                     | 3:14                |
| Celková délka:      | Celková délka:      | Celková délka:      | 112:22              |